# Paul H. Harvey
Paul H. Harvey (né le 19 janvier 1947) est un biologiste évolutionniste britannique. Il est professeur de zoologie et chef du département de zoologie à l'Université d'Oxford de 1998 à 2011 et secrétaire de la Zoological Society of London de 2000 à 2011, occupant ces postes en même temps qu'une bourse de professeur au Jesus College d'Oxford .

## Biographie
Harvey fait ses études à l'Université d'York où il obtient un baccalauréat ès sciences et un doctorat en philosophie.
Harvey dirige le développement de méthodes statistiques robustes pour déchiffrer les relations évolutives. Son travail applique une base rigoureuse à la méthode comparative en biologie évolutive - employée depuis l'époque de Charles Darwin - et à ce titre, il façonne la pensée moderne dans le domaine . La méthode comparative de la biologie évolutive est utilisée pour corréler les caractéristiques entre les espèces. Paul est le pionnier des techniques pour utiliser les données et les connaissances disponibles dans la science moderne, tout en évitant les artefacts, en démêlant les relations évolutives entre les organismes. Ces outils de résolution de problèmes pour les études évolutives sont devenus largement utilisés .
 
Harvey est élu membre de la Royal Society (FRS) en 1992 en reconnaissance de son statut de biologiste évolutionniste de premier plan de son époque. Harvey reçoit la médaille scientifique et le prix Frink de la Zoological Society of London, le prix J. Murray Luck de la National Academy of Sciences et la médaille de l'Université d'Helsinki. Il est un chercheur de l'ISI très cité. De 2000 à 2011, il est secrétaire de la Zoological Society of London. Il est nommé Commandeur de l'Ordre de l'Empire britannique (CBE) dans les honneurs d'anniversaire de 2008.